# دينيس واتسون
دينيس واتسون (بالإنجليزية: Denis Watson)‏ هو لاعب غولف زيمبابوي، ولد في 18 أكتوبر 1955 في هراري في زيمبابوي.

## وصلات خارجية
- دينيس واتسون على موقع رابطة لاعبي الغولف المحترفين (الإنجليزية)
- دينيس واتسون على موقع رابطة أوروبا للاعبي الغولف المحترفين (الإنجليزية)
- دينيس واتسون على موقع التصنيف العالمي الرسمي للغولف (الإنجليزية)